# فرودگاه آبی هاینس جانکشن/پاین لیک
فرودگاه آبی هاینس جانکشن/پاین لیک (به انگلیسی: Haines Junction/Pine Lake Water Aerodrome) یک فرودگاه همگانی است . این فرودگاه در کشور کانادا قرار دارد و در ارتفاع ۶۷۱ متری از سطح دریا واقع شده‌است.